# 英特尔快速视频同步技术
Intel Quick Sync Video是由英特尔提供的快速视频转码技术，利用支持QSV的硬件可显著加速视频编解码能力，可被应用于播放器和视频编辑软件。与其他硬件加速方法，如使用CPU编码或使用GPU通用计算相比，使用QSV技术的处理器有独立的硬件核心，这使得其更加省电。
该技术随着Sandy Bridge于2011年1月9日推出，目前已发展至第八代Tiger Lake版本，并支持包括Windows，Linux和MacOS操作系统。

## 可用性
使用Sandy Bridge或更新架构的酷睿系列；使用Haswell或更新架构的赛扬和奔腾 CPU 

## 性能表现
和大多数桌面级硬件加速编码器一样，QSV 因为其编码速度而受到赞誉。在英特尔酷睿i7-3770执行（Ivy Bridge 架构）处理器下进行与MPEG-4 AVC / H.264视频编解码器的比较测试证明，在相同压缩比和视频质量(SSIM)下， QSV 可与 x264 的超快预设速度相媲美。但是，用户无法将 QuickSync 配置为较慢的编码速度来换取更高质量的结果，而x264 则在允许使用更长编码时间的情况下，能够产生更好的结果。
AnandTech在2012年进行的评估显示，与Nvidia GTX 680上的NVENC编码器相比，英特尔Ivy Bridge上的QuickSync产生的图像质量相似，但分辨率低于1080p时表现要好得多。

## 操作系统支持
即使运算核心支持 QSV ，也同样需要驱动程序提供相应的应用程序接口（API），例如 VDPAU 或 OpenMAX IL ，这样诸如 VLC 播放器这类的应用程序才能够使用这类接口直接访问 QSV硬件来使用它。

### Linux
Linux 平台上的 Intel Media SDK 现已提供对 QSV 技术的支持，自 2013 年 11 月起，Wowza Streaming Engine已支持使用其转码器插件对媒体流进行转码。QSV 同时也被 VA API 所支持，例如 FFMPEG 就使用这套 API 进行视频编解码。

### Windows
在 Windows Vista 或更新的系统中，微软已经通过英特尔硬件驱动程序和 DirectShow/DirectX 内置对 QSV 的支持，大部分在 Windows 平台运行的应用程序都支持 QSV。

### macOS
Apple 在 OS X Mountain Lion 中就已经对 AirPlay, FaceTime, iTunes, Safari, QuickTime X, iMovie, Final Cut Pro X, Motion 和 Compressor 添加了 QSV 支持，其他支持该技术的第三方软件包括 MacX Video Converter Pro, Adobe Media Encoder, DaVinci Resolve, IINA 和 VLC。